# American Conquest
American Conquest est un jeu de stratégie en temps réel dont l'action se déroule en Amérique entre 1492 et 1783, de la découverte du Nouveau Monde par Christophe Colomb, au traité de Versailles, qui scelle l'indépendance des États-Unis. Il s'agit en quelque sorte d'une suite de Cossacks: European Wars.

## Déroulement du jeu
À la tête d'une des douze nations qui se disputent ce vaste territoire, vous devrez récolter et stocker des ressources qui vous serviront à bâtir des campements, des villages puis des villes. Vous verrez ainsi vos cités grandir sous vos yeux, vos villageois s'affairer dans les champs, les bois et les mines. Forts et forteresses vous serviront à former vos soldats et lever de vastes armées pour protéger vos territoires et vaincre les forces de vos adversaires.
Mais si l'aspect économique vous ennuie, et que vous êtes féru de batailles historiques, American Conquest en restitue certaines parmi les plus célèbres. Vous y endosserez l'habit d'un général de l'époque et dirigerez vos troupes sans avoir à gérer une quelconque ressource.

## Nations
Le jeu permet de choisir entre deux types de nations : les nations occidentales (France, Espagne, Angleterre, États-Unis) et amérindiennes (Aztèques, Mayas, Pueblos, Iroquois, Hurons, Sioux, Delaware et Incas).
Les nations occidentales présentent l'avantage de posséder des bâtiments plus solides et des unités plus fortes. Cela dit, leur temps de production et leur coût particulièrement élevés leur impose un grand désavantage. Leur force réside dans l'achat de nombreuses améliorations dans l'hôtel de ville. Ce dernier bâtiment n'étant pas disponible au début du jeu, on peut constater une véritable explosion de l'économie de la nation au moment de sa construction.
Elles sont donc différentes des nations amérindiennes qui permettent elles de produire un grand nombre d'unité, étant donné que le coût et le temps de production de celles-ci sont particulièrement faibles. Comme chaque nation ayant un désavantage, le leur réside dans la faiblesse de leurs unités et de leurs bâtiments. Les unités amérindiennes attaquantes, bien que généralement en surnombre devant les armées occidentales, paniquent et prennent la fuite lorsqu'ils font face à des tirs. Il faudra donc beaucoup plus d'unités amérindiennes pour venir à bout d'une nation occidentale que le contraire.

## Extensions
- American Conquest: Fight Back!
- American Conquest: Divided Nation

## Accueil
| American Conquest     |      |       |
| Média                 | Pays | Notes |
| Computer Gaming World | US   | 2.5/5 |
| Eurogamer             | US   | 9/10  |
| GameSpot              | US   | 84 %  |
| IGN                   | US   | 82 %  |
| Jeux vidéo Magazine   | FR   | 17/20 |
| Jeuxvideo.com         | FR   | 17/20 |
| Joystick              | FR   | 7/10  |
| PC Gamer UK           | GB   | 78 %  |
| Compilations de notes |      |       |
| Metacritic            | US   | 76 %  |